# Tour of Beijing 2012
Tour of Beijing 2012 var den anden udgave af Tour of Beijing. Løbet blev afviklet fra 9. til 13. oktober, og var det sidste ud af 28 løb på UCI World Tour 2012.
Løbet blev for andet år i træk vundet at tyskeren Tony Martin fra Omega Pharma-Quick Step.

## Hold
| - Ag2r-La Mondiale - Astana Pro Team - BMC Racing Team - Champion System - Euskaltel-Euskadi - FDJ-BigMat - Garmin-Sharp - Team Katusha - Lampre-ISD | - Liquigas–Cannondale - Lotto-Belisol - Movistar Team - Omega Pharma-Quick Step - Orica-GreenEDGE - Rabobank - RadioShack-Nissan-Trek - Team Saxo Bank-Tinkoff Bank - Team Sky - Vacansoleil-DCM |

## Etaper
Løbet bestod af 5 etaper fordelt fra tirsdag 9. oktober til 13. oktober.
| Etape | Dato        | Rute                                    | Distance | Type | Type          | Vinder                  |  |
| 1     | 9. oktober  | Tiananmen Square til Bird's Nest        | 117 km   |      | Flad etape    | Elia Viviani (ITA)      |  |
| 2     | 10. oktober | Bird's Nest til MenTouGou               | 134 km   |      | Flad etape    | Tony Martin (GER)       |  |
| 3     | 11. oktober | MenTouGou til Badaling Great Wall       | 162.5 km |      | Kuperet etape | Francesco Gavazzi (ITA) |  |
| 4     | 12. oktober | YanQing Gui Chuan Square til Chang Ping | 165.5 km |      | Kuperet etape | Marco Haller (AUT)      |  |
| 5     | 13. oktober | Chang Ping til Ping Gu                  | 182.5 km |      | Flad etape    | Steve Cummings (GBR)    |  |

### Etape 1
9. oktober 2012 — Tiananmen Square til Bird's Nest, 117 km
|    | Rytter                     | Hold                    | Tid     |
| -- | -------------------------- | ----------------------- | ------- |
| 1  | Elia Viviani (ITA)         | Liquigas–Cannondale     | 2:37.49 |
| 2  | Andrew Fenn (GBR)          | Omega Pharma-Quick Step | s.t.    |
| 3  | Edvald Boasson Hagen (NOR) | Team Sky                | s.t.    |
| 4  | Kenny van Hummel (NED)     | Vacansoleil-DCM         | s.t.    |
| 5  | Greg Henderson (NZL)       | Lotto-Belisol           | s.t.    |
| 6  | Theo Bos (NED)             | Rabobank                | s.t.    |
| 7  | Enrique Sanz (ESP)         | Movistar Team           | s.t.    |
| 8  | Aidis Kruopis (LTU)        | Orica-GreenEDGE         | s.t.    |
| 9  | Alessandro Petacchi (ITA)  | Lampre-ISD              | s.t.    |
| 10 | Klaas Lodewyck (BEL)       | BMC Racing Team         | s.t.    |

|    | Rytter                     | Hold                    | Tid        |
| -- | -------------------------- | ----------------------- | ---------- |
| 1  | Elia Viviani (ITA)         | Liquigas–Cannondale     | 2h 37' 39" |
| 2  | Andrew Fenn (GBR)          | Omega Pharma-Quick Step | + 4"       |
| 3  | Mathieu Ladagnous (FRA)    | FDJ-BigMat              | + 6"       |
| 4  | Edvald Boasson Hagen (NOR) | Team Sky                | + 6"       |
| 5  | Kenny van Hummel (NED)     | Vacansoleil-DCM         | + 10"      |
| 6  | Greg Henderson (NZL)       | Lotto-Belisol           | + 10"      |
| 7  | Theo Bos (NED)             | Rabobank                | + 10"      |
| 8  | Enrique Sanz (ESP)         | Movistar Team           | + 10"      |
| 9  | Aidis Kruopis (LTU)        | Orica-GreenEDGE         | + 10"      |
| 10 | Alessandro Petacchi (ITA)  | Lampre-ISD              | + 10"      |

### 2. etape
10. oktober 2012 — Bird's Nest til MenTouGou, 126 km.
|    | Rytter                  | Hold                        | Tid        |
| -- | ----------------------- | --------------------------- | ---------- |
| 1  | Tony Martin (GER)       | Omega Pharma-Quick Step     | 2h 53' 05" |
| 2  | Francesco Gavazzi (ITA) | Astana Pro Team             | + 46"      |
| 3  | Eros Capecchi (ITA)     | Liquigas–Cannondale         | + 46"      |
| 4  | Rinaldo Nocentini (ITA) | Ag2r-La Mondiale            | + 46"      |
| 5  | Tomasz Marczyński (POL) | Vacansoleil-DCM             | + 46"      |
| 6  | Daniel Martin (IRL)     | Garmin-Sharp                | + 46"      |
| 7  | Tom-Jelte Slagter (NED) | Rabobank                    | + 46"      |
| 8  | Rafał Majka (POL)       | Team Saxo Bank-Tinkoff Bank | + 46"      |
| 9  | David Tanner (AUS)      | Team Saxo Bank-Tinkoff Bank | + 50"      |
| 10 | Simon Clarke (AUS)      | Orica-GreenEDGE             | + 50"      |

|    | Rytter                     | Hold                        | Tid        |
| -- | -------------------------- | --------------------------- | ---------- |
| 1  | Tony Martin (GER)          | Omega Pharma-Quick Step     | 5h 30' 44" |
| 2  | Francesco Gavazzi (ITA)    | Astana Pro Team             | + 50"      |
| 3  | Eros Capecchi (ITA)        | Liquigas–Cannondale         | + 52"      |
| 4  | Edvald Boasson Hagen (NOR) | Team Sky                    | + 56"      |
| 5  | Rinaldo Nocentini (ITA)    | Ag2r-La Mondiale            | + 56"      |
| 6  | Daniel Martin (IRL)        | Garmin-Sharp                | + 56"      |
| 7  | Tomasz Marczyński (POL)    | Vacansoleil-DCM             | + 56"      |
| 8  | Rafał Majka (POL)          | Team Saxo Bank-Tinkoff Bank | + 56"      |
| 9  | Tim Wellens (BEL)          | Lotto-Belisol               | + 1' 00"   |
| 10 | Rui Costa (POR)            | Movistar Team               | + 1' 00"   |

### 3. etape
11. oktober 2012 — MenTouGou til Badaling Great Wall, 162.5 km
|    | Rytter                     | Hold                | Tid        |
| -- | -------------------------- | ------------------- | ---------- |
| 1  | Francesco Gavazzi (ITA)    | Astana Pro Team     | 4h 05' 08" |
| 2  | Daniel Martin (IRL)        | Garmin-Sharp        | s.t.       |
| 3  | Edvald Boasson Hagen (NOR) | Team Sky            | s.t.       |
| 4  | Rinaldo Nocentini (ITA)    | Ag2r-La Mondiale    | s.t.       |
| 5  | Rui Costa (POR)            | Movistar Team       | s.t.       |
| 6  | Tom-Jelte Slagter (NED)    | Rabobank            | s.t.       |
| 7  | Eros Capecchi (ITA)        | Liquigas–Cannondale | s.t.       |
| 8  | Moreno Moser (ITA)         | Liquigas–Cannondale | s.t.       |
| 9  | Mathias Frank (SUI)        | BMC Racing Team     | s.t.       |
| 10 | Daniele Pietropolli (ITA)  | Lampre-ISD          | s.t.       |

|    | Rytter                     | Hold                        | Tid        |
| -- | -------------------------- | --------------------------- | ---------- |
| 1  | Tony Martin (GER)          | Omega Pharma-Quick Step     | 9h 35' 52" |
| 2  | Francesco Gavazzi (ITA)    | Astana Pro Team             | + 40"      |
| 3  | Daniel Martin (IRL)        | Garmin-Sharp                | + 50"      |
| 4  | Edvald Boasson Hagen (NOR) | Team Sky                    | + 52"      |
| 5  | Eros Capecchi (ITA)        | Liquigas–Cannondale         | + 52"      |
| 6  | Rinaldo Nocentini (ITA)    | Ag2r-La Mondiale            | + 56"      |
| 7  | Tomasz Marczyński (POL)    | Vacansoleil-DCM             | + 56"      |
| 8  | Rafał Majka (POL)          | Team Saxo Bank-Tinkoff Bank | + 56"      |
| 9  | Rui Costa (POR)            | Movistar Team               | + 1' 00"   |
| 10 | Tim Wellens (BEL)          | Lotto-Belisol               | + 1' 00"   |

### 4. etape
12. oktober 2012 — YanQing Gui Chuan Square til Chang Ping, 165.5 km
|    | Rytter                      | Hold                        | Tid        |
| -- | --------------------------- | --------------------------- | ---------- |
| 1  | Marco Haller (AUT)          | Team Katusha                | 3h 35' 39" |
| 2  | Alessandro Petacchi (ITA)   | Lampre-ISD                  | s.t.       |
| 3  | Elia Viviani (ITA)          | Liquigas–Cannondale         | s.t.       |
| 4  | Lucas Sebastián Haedo (ARG) | Team Saxo Bank-Tinkoff Bank | s.t.       |
| 5  | Daniele Bennati (ITA)       | RadioShack-Nissan-Trek      | s.t.       |
| 6  | Francesco Chicchi (ITA)     | Omega Pharma-Quick Step     | s.t.       |
| 7  | Klaas Lodewyck (BEL)        | BMC Racing Team             | s.t.       |
| 8  | Allan Davis (AUS)           | Orica-GreenEDGE             | s.t.       |
| 9  | Edvald Boasson Hagen (NOR)  | Team Sky                    | s.t.       |
| 10 | Dominique Rollin (CAN)      | FDJ-BigMat                  | s.t.       |

|    | Rytter                     | Hold                        | Tid         |
| -- | -------------------------- | --------------------------- | ----------- |
| 1  | Tony Martin (GER)          | Omega Pharma-Quick Step     | 13h 11' 31" |
| 2  | Francesco Gavazzi (ITA)    | Astana Pro Team             | + 40"       |
| 3  | Daniel Martin (IRL)        | Garmin-Sharp                | + 50"       |
| 4  | Edvald Boasson Hagen (NOR) | Team Sky                    | + 52"       |
| 5  | Eros Capecchi (ITA)        | Liquigas–Cannondale         | + 52"       |
| 6  | Rinaldo Nocentini (ITA)    | Ag2r-La Mondiale            | + 56"       |
| 7  | Tomasz Marczyński (POL)    | Vacansoleil-DCM             | + 56"       |
| 8  | Rafał Majka (POL)          | Team Saxo Bank-Tinkoff Bank | + 56"       |
| 9  | Rui Costa (POR)            | Movistar Team               | + 1' 00"    |
| 10 | Tim Wellens (BEL)          | Lotto-Belisol               | + 1' 00"    |

### 5. etape
13. oktober 2012 — Chang Ping til Ping Gu, 182.5 km
|    | Rytter                     | Hold                        | Tid        |
| -- | -------------------------- | --------------------------- | ---------- |
| 1  | Steve Cummings (GBR)       | BMC Racing Team             | 4h 05' 08" |
| 2  | Ryder Hesjedal (CAN)       | Garmin-Sharp                | + 2"       |
| 3  | Edvald Boasson Hagen (NOR) | Team Sky                    | + 17"      |
| 4  | Daniele Bennati (ITA)      | RadioShack-Nissan-Trek      | + 17"      |
| 5  | Tim Wellens (BEL)          | Lotto-Belisol               | + 17"      |
| 6  | Francesco Gavazzi (ITA)    | Astana Pro Team             | + 17"      |
| 7  | Tom-Jelte Slagter (NED)    | Rabobank                    | + 17"      |
| 8  | Rafał Majka (POL)          | Team Saxo Bank-Tinkoff Bank | + 17"      |
| 9  | Mathias Frank (SUI)        | BMC Racing Team             | + 17"      |
| 10 | Simon Clarke (AUS)         | Orica-GreenEDGE             | + 17"      |

|    | Rytter                     | Hold                        | Tid         |
| -- | -------------------------- | --------------------------- | ----------- |
| 1  | Tony Martin (GER)          | Omega Pharma-Quick Step     | 17h 16' 56" |
| 2  | Francesco Gavazzi (ITA)    | Astana Pro Team             | + 40"       |
| 3  | Edvald Boasson Hagen (NOR) | Team Sky                    | + 46"       |
| 4  | Daniel Martin (IRL)        | Garmin-Sharp                | + 50"       |
| 5  | Eros Capecchi (ITA)        | Liquigas–Cannondale         | + 52"       |
| 6  | Rinaldo Nocentini (ITA)    | Ag2r-La Mondiale            | + 56"       |
| 7  | Rafał Majka (POL)          | Team Saxo Bank-Tinkoff Bank | + 56"       |
| 8  | Tomasz Marczyński (POL)    | Vacansoleil-DCM             | + 56"       |
| 9  | Rui Costa (POR)            | Movistar Team               | + 1' 00"    |
| 10 | Tim Wellens (BEL)          | Lotto-Belisol               | + 1' 00"    |

## Trøjernes fordeling gennem løbet
| Etape | Vinder            | General klassement | Bjergkonkurrence | Pointkonkurrence     | Ungdomskonkurrence | Holdkonkurrence     |
| ----- | ----------------- | ------------------ | ---------------- | -------------------- | ------------------ | ------------------- |
| 1     | Elia Viviani      | Elia Viviani       | not awarded      | Elia Viviani         | Elia Viviani       | Movistar Team       |
| 2     | Tony Martin       | Tony Martin        | Daniel Martin    | Tony Martin          | Rafał Majka        | Astana Pro Team     |
| 3     | Francesco Gavazzi | Tony Martin        | Daniel Martin    | Francesco Gavazzi    | Rafał Majka        | Liquigas–Cannondale |
| 4     | Marco Haller      | Tony Martin        | Daniel Martin    | Edvald Boasson Hagen | Rafał Majka        | Liquigas–Cannondale |
| 5     | Steve Cummings    | Tony Martin        | Daniel Martin    | Edvald Boasson Hagen | Rafał Majka        | Liquigas–Cannondale |
| Final | Final             | Tony Martin        | Daniel Martin    | Edvald Boasson Hagen | Rafał Majka        | Liquigas–Cannondale |